# Désirée Nosbusch
Désirée Nosbusch (Esch-sur-Alzette, 14 gennaio 1965) è un'attrice e conduttrice televisiva lussemburghese.

## Biografia
Nata da padre lussemburghese e madre italiana, a soli 17 anni di età ha recitato scene di nudo completo nel film horror The Fan. All'età di 19 anni ha condotto l'Eurovision Song Contest 1984 in diretta da Lussemburgo.
Ha condotto vari programmi sia di lingua tedesca che francese ed è apparsa in diversi film e produzioni televisive. È poliglotta, parlando infatti lussemburghese, francese, tedesco, italiano, inglese e spagnolo.
È conosciuta in Italia per aver interpretato la dottoressa Angela Mancinelli nella seconda serie di Amico mio trasmessa da Mediaset.
In occasione del ritorno del Lussemburgo all'ESC nel 2024, e a 40 anni da quando l'aveva presentato, la Nosbusch è stata tra i presentatori della finale nazionale ed è stata nominata spokesperson per il Granducato.

## Filmografia
- Nach Mitternacht (1981)
- Une glace avec deux boules... (1982)
- The Fan (1982)
- Der Raub der Sabinerinnen (1983)
- Sing Sing, regia di Sergio Corbucci (1983)
- Questo e quello (1983)
- Der Glücksritter (serie TV) (1984)
- Un caso per due (serie TV) (1984)
- Die Klette (TV) (1986)
- La Poupée - Les mystères de l'agence K (TV) (1987)
- Good Morning Babilonia (1987)
- A.D.A.M. (1988)
- A Wopbobaloobop a Lopbamboom (1989)
- Ex und hopp - Ein böses Spiel um Liebe, Geld und Bier (TV) (1990)
- Jean Galmot, aventurier (1990)
- La Femme fardée (1990)
- Felipe ha gli occhi azzurri (TV) (1991)
- Deux filles de choc (serie TV)  (1991)
- Piazza di Spagna (TV) (1992)
- Three Shake-a-Leg Steps to Heaven (1993)
- Böses Blut (TV) (1993)
- Michele va alla guerra (TV) (1994)
- The Way to Dusty Death (TV) (1995)
- Die Aktion (TV) (1996)
- Sünde einer Nacht (TV) (1996)
- Mio padre è innocente (TV) (1997)
- Opernball (TV) (1998)
- Amico mio 2 (TV) (1998)
- Killer Deal (TV) (1999)
- High Explosive (2000)
- L'esecutore (2000)
- Der Mörder in meiner Nähe (TV) (2000)
- Feindliche Übernahme - althan.com (2001)
- Vacances à part (Love Trip) (TV) (2001)
- Ein Albtraum von 3 1/2 Kilo (TV) (2002)
- Das Geheimnis des Lebens (TV) (2002)
- La Dernière berceuse (TV) (2003)
- Der Vater meines Sohnes (TV) (2004)
- Les Larmes du Vietnam (TV) (2005)
- Das Geheimnis von St. Ambrose (TV) (2006)
- La Lance de la destinée (TV) (2007)
- Die Jäger des Ostsee-Schatzes (TV) (2007)
- Avalanche (TV) (2008)
- Bad Banks, serie TV di Christian Schwochow (2018)